# Nutrition, Metabolism and Cardiovascular Diseases
Dit overzicht is mogelijk incompleet; u kunt helpen door het uit te breiden.
Nutrition, Metabolism, and Cardiovascular Diseases is een internationaal, aan collegiale toetsing onderworpen wetenschappelijk tijdschrift op het gebied van de cardiologie.
De naam wordt in literatuurverwijzingen meestal afgekort tot Nutr. Metab. Cardiovasc. Dis.
Het wordt uitgegeven door Elsevier en verschijnt 6 keer per jaar.
Het eerste nummer verscheen in 1991.